# 德里克·迪基
德里克·迪基（英語：Derrek Dickey，1951年3月20日—），美国NBA联盟前职业篮球运动员。他在1973年的NBA选秀中第2轮第11顺位被金州勇士选中。